# Менчугове
Менчуго́ве — селище Старобешівської селищної громади Кальміуського району Донецької області, Україна. Населення становить 59 осіб.

## Загальні відомості
Відстань до райцентру становить близько 15 км і проходить переважно автошляхом Т 0508.
Територія села межує із землями смт Горбачево-Михайлівка Донецька Донецької області.
Із 2014 р. внесено до переліку населених пунктів на Сході України, на яких тимчасово не діє українська влада.

## Населення
За даними перепису 2001 року населення селища становило 59 осіб, із них 1,69 % зазначили рідною мову українську та 98,31 % — російську.